# Gryponyx africanus
Gryponyx africanus es una especie y tipo del género dudoso  Gryponyx (en griego, "garra curvada") de dinosaurio sauropodomorfo masópodo que vivió a principios del período Jurásico, hace aproximadamente 201 a 190 millones de años, durante el Hettangiense al Sinemuriense, en lo que es hoy África.